# Jocurile foamei (film)
Jocurile foamei (original: The Hunger Games) este un film SF post-apocaliptic din 2012, realizat in studio-urile Lionsgate, regizat de Gary Ross bazat pe romanul omonim de Suzanne Collins. Filmul a fost produs de Nina Jacobson și Jon Kilik, cu un scenariu de Ross, Collins și Billy Ray. În rolurile principale interpretează actorii Jennifer Lawrence, Josh Hutcherson, Liam Hemsworth, Woody Harrelson, Elizabeth Banks și Donald Sutherland.

## Prezentare
Într-un moment nespecificat din viitor, probabil sfârșitul secolului 21, începutul secolului 22, națiunea Panem, care a apărut într-o post-apocaliptică America de Nord, în urma unui dezastru natural care a adus la inundarea regiunilor de coastă, foarte populate, este formată dintr-un Capitoliu bogat și douăsprezece districte mai sărace în jurul acestuia. Ca pedeapsă pentru o revoltă anterioară, a districtelor împotriva Capitoliului, care a dus la un război între Capitoliu și districtele din Est (cunoscut ca "Zilele Negre"), un băiat și o fată cu vârsta între 12 și 18 ani din fiecare district sunt selectați la o loterie anuală (cunoscută sub numele de "Secerișul") pentru a participa la Jocurile foamei, un eveniment care să amintească de puterea nemărginită a Capitoliului și de " Zilele Negre", care s-au sfârșit prin dezastrul nuclear din districtul 13, în care participanții (sau "tributurile") trebuie să lupte într-o arenă controlată de Capitoliu până rămâne numai unul în viață. Katniss Everdeen, o fată de 16 ani din regiunea minieră de cărbune din districtul 12, se oferă voluntar pentru a 74-a ediție a Jocurilor foamei, în locul surorii sale mai mici, Primrose. Peeta Mellark, fiul unui brutar care i-a dat odată o pâine lui Katniss atunci când familia ei murea de foame, este de asemenea selectat să concureze într-o competiție pe viață și pe moarte.

## Actori

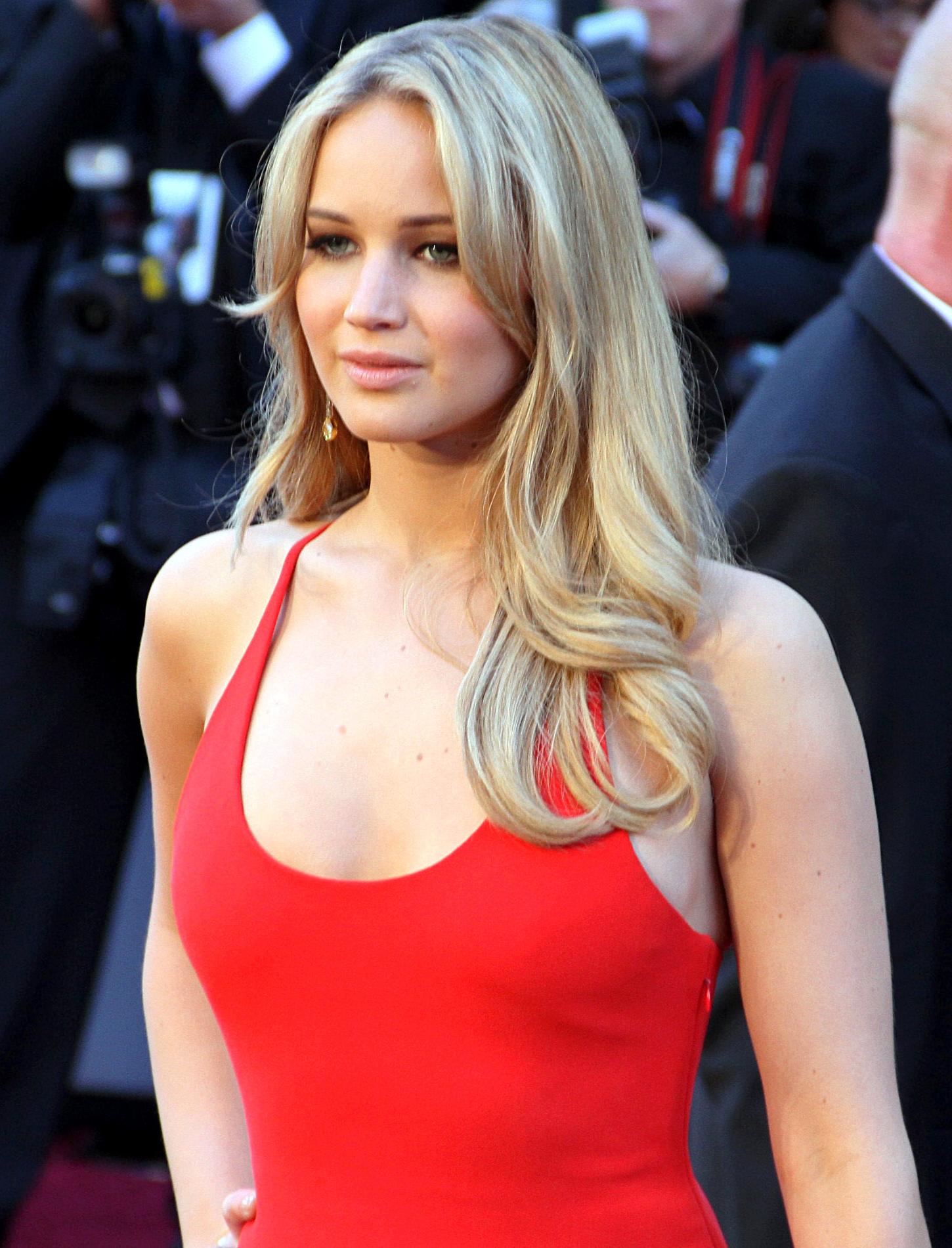
Jennifer Lawrence a fost ultima audiată pentru rolul lui Katniss și și-a vopsit părul.

- Jennifer Lawrence este Katniss Everdeen[8]
- Josh Hutcherson este Peeta Mellark[9]
- Liam Hemsworth este Gale Hawthorne[9]
- Woody Harrelson este Haymitch Abernathy[10]
- Elizabeth Banks este Effie Trinket[11]
- Lenny Kravitz este Cinna[12]
- Stanley Tucci este Caesar Flickerman[13]
- Donald Sutherland este Președintele Coriolanus Snow[14]
- Wes Bentley este Seneca Crane[15]
- Toby Jones este Claudius Templesmith
- Alexander Ludwig este Cato[16]
- Isabelle Fuhrman este Clove[16]
- Jacqueline Emerson este Foxface
- Leven Rambin este Glimmer
- Paula Malcomson este Mrs. Everdeen
- Willow Shields este Primrose Everdeen
- Dayo Okeniyi este Thresh[17]
- Amandla Stenberg este Rue[17]
- Jack Quaid este Marvel

## Vezi și
- Listă de filme distopice